# Aeroacustica

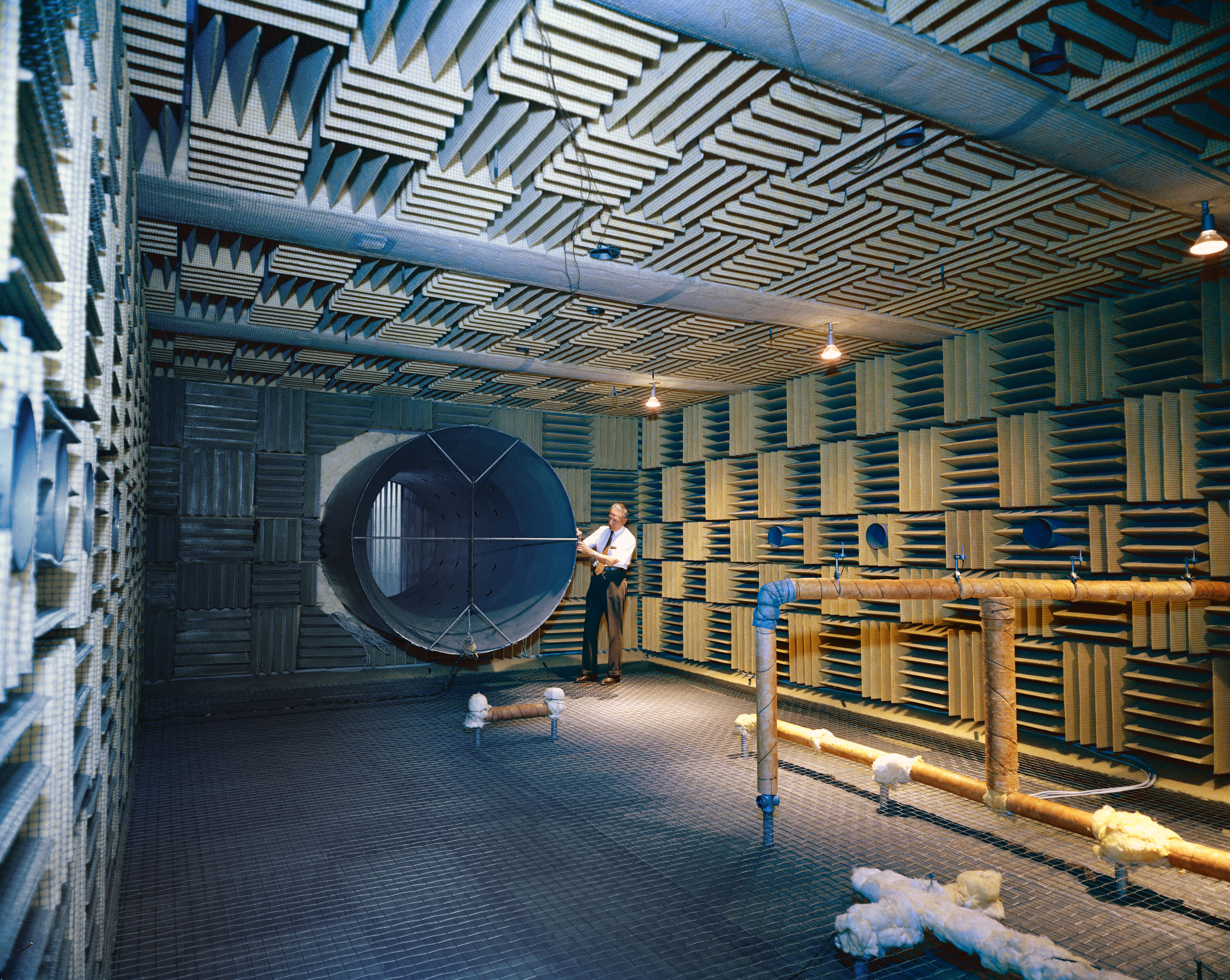
Camera anecoica per lo studio del rumore aerodinamico generato dal getto turbolento di gas in uscita da un ugello.

L'aeroacustica è una sottodisciplina dell'acustica che studia i meccanismi di generazione e propagazione del rumore dovuti al flusso comprimibile di un gas ad opera del moto turbolento dello stesso e/o dello scambio di forze fluidodinamiche con superfici solide. Classici esempi di rumore di origine aerodinamica sono il fischio di una teiera a bollore o il suono degli strumenti a fiato.
Il matematico inglese James Lighthill viene generalmente riconosciuto come il fondatore della moderna teoria dell'aeroacustica, grazie al lavoro da lui svolto negli anni cinquanta del Novecento sul rumore generato dai getti dei motori a reazione impiegati nell'industria aeronautica. Attraverso una riscrittura delle equazioni del moto per fluidi reali comprimibili, egli dimostrò che, ai fini della previsione del rumore, un flusso turbolento all'interno di un volume infinitamente esteso di fluido in quiete fosse equivalente ad una distribuzione di sorgenti di tipo quadripolo.

## Storia

Esempio di distacco di vortici da un cilindro immerso in un flusso.

Una primordiale teoria della generazione di rumore da processi fluidodinamici fu proposta già nel 1878 da Vincent Strouhal, il quale studiò il rumore prodotto da cavi in moto relativo rispetto all'aria. In seguito, nel 1915, l'inglese John William Strutt Rayleigh dimostrò che non era necessaria una vibrazione del corpo immerso, ma che la causa del rumore era dovuta al fenomeno del distacco di vortici a valle dell'ostacolo.
Fu solo però con il crescere dell'importanza del settore dell'aviazione civile, negli anni successivi al secondo conflitto mondiale, che l'interesse nel rumore di origine fluidodinamica si intensificò, vista la generale avversione dell'opinione pubblica nei confronti dell'inquinamento acustico generato dai motori a reazione. Il matematico inglese James Lighthill pose le basi della disciplina dell'aeroacustica con la pubblicazione nel 1952 e nel 1954 dei due articoli On sound generated aerodynamically I. General theory e On sound generated aerodynamically II. Turbulence as a source of sound. In essi, Lighthill propose un'analogia della sorgente acustica del flusso turbolento con distribuzioni di sorgenti quadripolari e, attraverso una analisi dimensionale, mostrò come la potenza acustica emessa dal getto fosse proporzionale all'ottava potenza della velocità media in uscita del getto.

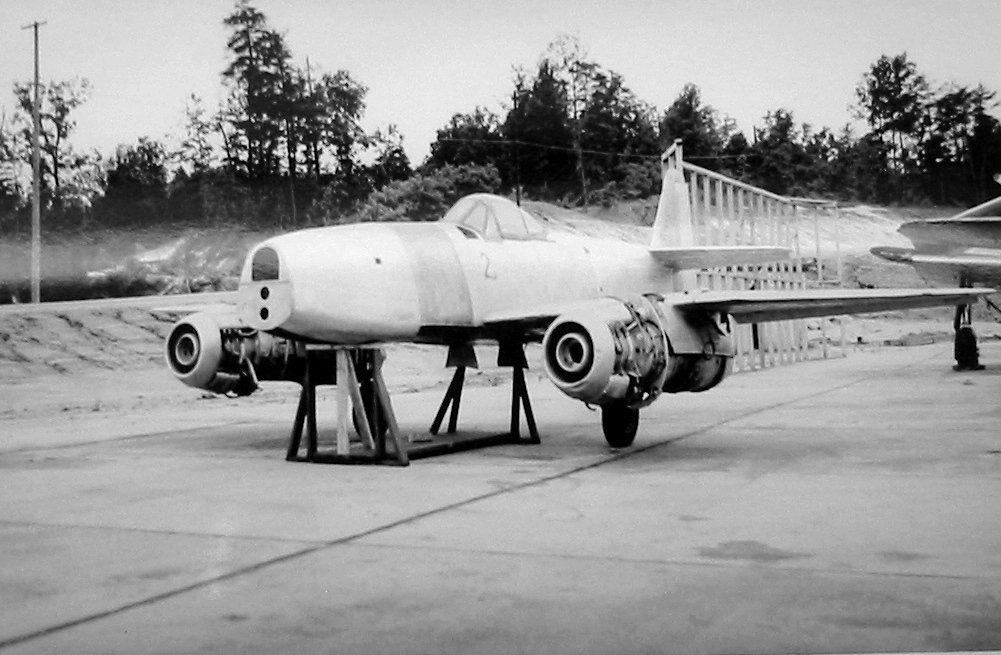
Jet giapponese Kikka risalente alla seconda guerra mondiale nella base navale di Patuxent River, Maryland (1946).

Al lavoro di Lighthill seguirono una serie di importanti pubblicazioni. Proudman (1952) ricavò dall'ipotesi di sorgente quadripolare un'espressione per la densità della potenza acustica emessa da una regione finita di turbolenza isotropa circondata da un fluido inviscido e in quiete. Successivamente, Curle (1954) estese l'analisi di Lighthill includendo la presenza di superfici solide all'interno della regione sorgente sottoposta a moto turbolento, evidenziando come la presenza di tali superfici si traduceva in un affiancamento di sorgenti di tipo dipolo a quelle di tipo quadripolare proprio della turbolenza, modificando di conseguenza la dipendenza della potenza acustica emessa dalla velocità in uscita del getto.  Ffowcs-Williams (1963) applicò l'analisi di Lighthill al regime supersonico e, insieme al suo studente David Hawkins (1969), considerò l'effetto di superfici in moto arbitrario, derivando una soluzione in forma integrale ancora oggi alla base di numerosi codici di calcolo. Sempre Ffowcs-Williams, insieme a Davies (1968), studiò l'effetto del confinamento di un flusso turbolento all'interno di un condotto infinitamente esteso, trovando che per basse frequenze le emissioni acustiche erano equivalenti a quelle dovute a una distribuzione dipolare, mentre per frequenze più elevate tali emissioni erano invece equivalenti a una distribuzione quadripolare.

## Analogia di Lighthill

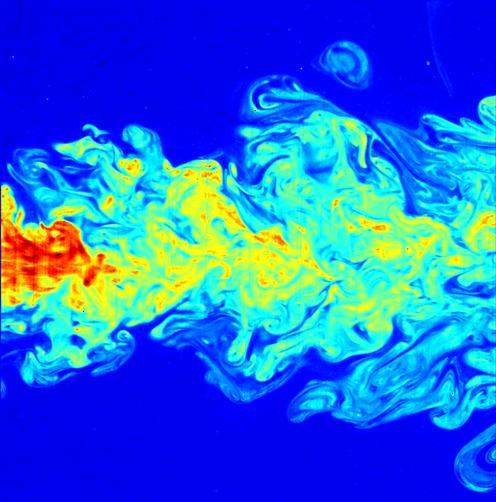
Particolare di immagine a falsi colori di un getto turbolento libero sommerso.

In presenza di un getto turbolento uscente da un ugello che scarica in atmosfera (supposta in quiete), l'energia meccanica posseduta dal fluido viene dissipata in parte sotto forma di calore e in parte sotto forma di energia acustica, la quale viene propagata come onde di pressione nel mezzo circostante. La potenza acustica, ovvero la determinazione dell'energia dissipata nell'unità di tempo come energia acustica, è il principale parametro di interesse ingegneristico.
Lighthill idealizzò il problema della determinazione della generazione e della radiazione del suono da un getto in atmosfera considerando un volume limitato di fluido reale in moto turbolento subsonico circondato da un fluido inviscido in quiete. Supponendo tale regione circostante come omogenea, in essa gli unici sforzi che possono essere sostenuti sono di tipo idrostatico e, facendo l'ipotesi di piccole perturbazioni e di gas ideale, è valida l'equazione linearizzata delle onde:
{\displaystyle \nabla ^{2}p_{a}-{\frac {1}{c^{2}}}{\frac {\partial ^{2}p_{a}}{\partial t^{2}}}=0}
dove {\displaystyle p_{a}} è la pressione acustica e {\displaystyle c} è la velocità del suono nel mezzo circostante. In particolare, qualsiasi perturbazione di pressione viene "sentita" dal fluido in quiete come una variazione di densità {\displaystyle \rho _{a}} attraverso la relazione:
{\displaystyle p_{a}=c^{2}\rho _{a}}

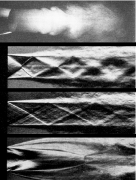
Immagini Schlieren del getto turbolento a valle di un ugello per diversi regimi di flusso.

il che rende possibile distinguere visivamente onde sonore attraverso tecniche di visualizzazione basate sul cambiamento di densità del mezzo, come ad esempio il metodo Schlieren. Il fluido reale all'interno della regione turbolenta è invece sottoposto a sforzi di tipo tangenziale oltre che idrostatico, dovuti all'azione congiunta della viscosità del fluido e del moto turbolento. La differenza fra le equazioni che governano il moto nelle due regioni, quella soggetta a moto turbolento e quella circostante in quiete e interessata dal solo moto oscillatorio proprio delle perturbazioni acustiche, deve essere all'origine della generazione del suono. Infatti, se nella regione in quiete le perturbazioni si propagano, nella regione in moto turbolento le perturbazioni acustiche si propagano e si generano contemporaneamente. 
Le equazioni del moto per il fluido reale possono essere scritte in notazione tensoriale come:
{\displaystyle {\frac {\partial \rho u_{i}}{\partial t}}+{\frac {\partial (\rho u_{i}u_{j})}{\partial x_{j}}}+{\frac {\partial (p\delta _{ij})}{\partial x_{j}}}-{\frac {\partial \tau _{ij}}{\partial x_{j}}}=0}
dove {\displaystyle \rho u_{i}} è la quantità di moto nella i-esima direzione, {\displaystyle \rho u_{i}u_{j}} è lo sforzo turbolento dovuto al trasporto nella j-esima direzione della quantità di moto nella i-esima direzione, {\displaystyle \delta _{ij}} è la Delta di Kronecker e {\displaystyle \tau _{ij}} è lo sforzo viscoso. Ciascuna quantità presente nella precedente equazione può essere scomposta in un valore medio, supposto costante se in condizioni stazionarie, una fluttuazione turbolenta ed una fluttuazione acustica; indicando con {\displaystyle \phi } tale generica variabile:
{\displaystyle \phi ={\bar {\phi }}+\phi ^{\prime }+\phi _{a}}
dove si ha che {\displaystyle \phi _{a}\ll \phi ^{\prime },{\bar {\phi }}}. 
Nel caso del fluido circostante, l'equazione linearizzata del moto può essere invece scritta come:
{\displaystyle \rho _{0}{\frac {\partial u_{i}}{\partial t}}+{\frac {\partial (p_{a}\delta _{ij})}{\partial x_{j}}}=0}
dove {\displaystyle {\bar {\rho }}} è la densità media (costante) del mezzo e {\displaystyle p_{a}} l'entità della perturbazione acustica. Per evidenziare i termini responsabili della generazione del suono si può procedere sottraendo all'equazione del moto completa la versione linearizzata valida nel mezzo acustico circostante. Si giunge a:
{\displaystyle {\frac {\partial (\rho ^{\prime }u_{i})}{\partial t}}+{\frac {(\partial \rho u_{i}u_{j})}{\partial x_{j}}}+{\frac {\partial (p\delta _{ij})}{\partial x_{j}}}-{\frac {\partial \tau _{ij}}{x_{j}}}-{\frac {\partial (p_{a}\delta _{ij})}{\partial x_{j}}}=0}
dove {\displaystyle \rho ^{\prime }} è la fluttuazione turbolenta della densità. Tenendo conto della proporzionalità fra pressione acustica e densità acustica si ha allora:
{\displaystyle {\frac {\partial (\rho ^{\prime }u_{i})}{\partial t}}+{\frac {(\partial \rho u_{i}u_{j})}{\partial x_{j}}}+{\frac {\partial (p\delta _{ij})}{\partial x_{j}}}-{\frac {\partial \tau _{ij}}{x_{j}}}-c^{2}{\frac {\partial (\rho _{a}\delta _{ij})}{\partial x_{j}}}=0}
che può essere riscritta come:
{\displaystyle {\frac {\partial (\rho ^{\prime }u_{i})}{\partial t}}+{\frac {\partial (\rho u_{i}u_{j}+p\delta _{ij}-\tau _{ij}-c^{2}\rho _{a}\delta _{ij})}{\partial x_{j}}}=0}
Il secondo termine dell'equazione precedente viene definito come tensore degli sforzi di Lighthill ed indicato con {\displaystyle T_{ij}}, sicché si ha:
{\displaystyle {\frac {\partial (\rho ^{\prime }u_{i})}{\partial t}}+{\frac {\partial T_{ij}}{\partial x_{j}}}=0}
Questa relazione può essere utilizzata per derivare l'equazione delle onde non omogenea, valida ovunque:
{\displaystyle {\frac {1}{c^{2}}}{\frac {\partial ^{2}p_{a}}{\partial t^{2}}}-{\frac {\partial ^{2}p_{a}}{\partial x_{i}^{2}}}={\frac {\partial ^{2}T_{ij}}{\partial {x_{i}}\partial {x_{j}}}}}

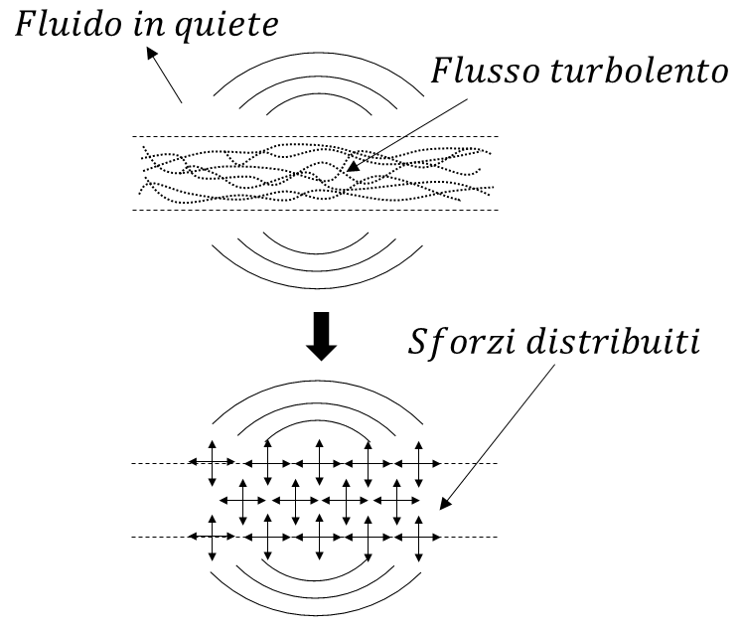
Schema dell'analogia di Lighthill: ai fini della previsione del rumore di origine aerodinamica, una regione soggetta ad un flusso turbolento è equivalente ad una distribuzione di sorgenti di tipo quadripolo la cui intensità è pari agli sforzi turbolenti agenti sui volumetti infinitesimi.

 Si può notare che all'infuori della regione di moto turbolento le componenti del tensore {\displaystyle T_{ij}} sono trascurabili; infatti, essendo il fluido in quiete (trascurando quindi la componente di velocità acustica {\displaystyle u_{a}}), gli sforzi {\displaystyle \rho u_{i}u_{j}} sono pari a zero, così come per l'ipotesi di fluido inviscido sono pari a zero anche gli sforzi viscosi {\displaystyle \tau _{ij}}. Per quanto riguarda la quantità {\displaystyle p-c^{2}\rho _{a}} si ha che per l'ipotesi di piccole perturbazioni i due termini tendono a bilanciarsi, rendendo quindi la precedente equazione coincidente con l'equazione omogenea all'infuori della regione turbolenta. In altre parole, lo scostamento dalla linearità è alla base della generazione del suono. Ad ogni modo, è necessario sottolineare come l'equazione così ricavata non faccia utilizzo di nessuna approssimazione o modello acustico, risultando quindi esatta.
Si può tuttavia arrivare a una semplificazione del tensore {\displaystyle T_{ij}} se si considerano il fatto che gli sforzi turbolenti {\displaystyle \rho u_{i}u_{j}} sono generalmente dominanti rispetto agli sforzi viscosi {\displaystyle \tau _{ij}} e che in flussi in cui la temperatura è distribuita in maniera vicina all'uniforme (ad esempio in regime subsonico) le due componenti {\displaystyle p-c^{2}\rho _{a}} tendono a bilanciarsi. Dunque si ha che:
{\displaystyle T_{ij}\approxeq \rho u_{i}u_{j}}
e quindi il termine principale responsabile della generazione del suono è quello degli sforzi turbolenti.
Dalla teoria classica dell'acustica, a una sorgente semplice (monopolo) corrisponde un'iniezione di massa variabile nel tempo; a una sorgente di tipo dipolare (dipolo) una forza fluttuante per unità di volume e a una sorgente di tipo quadripolare (quadripolo) uno sforzo fluttuante per unità di volume. In quest'ultimo caso, il termine sorgente nell'equazione non omogenea delle onde risultante verrebbe espresso come una doppia divergenza del tensore degli sforzi applicati a un volume infinitesimo, esattamente come ciò che accade nel caso dell'equazione derivata da Lighthill. Si può quindi affermare che il campo acustico esterno alla regione turbolenta sia equivalente al campo acustico generato da una distribuzione di sorgenti quadripolari la cui intensità è pari al valore dello sforzo agente per unità di volume. È proprio in questo concetto che risiede la cosiddetta analogia di Lighthill, che permette di esprimere il campo acustico derivante da un flusso turbolento come una distribuzione equivalente di sorgenti quadripolari, per cui è possibile ottenere una soluzione formale.

## Legge dell'ottava potenza ed efficienza acustica
La soluzione in termini di pressione acustica per una data distribuzione spaziale di {\displaystyle T_{ij}} può essere ricavata attraverso l'uso di una funzione di Green, ottenendo:
{\displaystyle p_{a}({\vec {x}},t)={\frac {\partial ^{2}}{\partial x_{i}\partial x_{j}}}\int _{V}{{\frac {T_{ij}{\Bigl (}{\vec {y}},t-{\frac {|{\vec {x}}-{\vec {y}}|}{c}}{\Bigr )}}{4\pi |{\vec {x}}-{\vec {y}}|}}d^{3}{\vec {y}}}}
dove {\displaystyle {\vec {y}}} è la posizione rispetto all'origine di un punto interno alla regione sorgente di volume {\displaystyle V} ed {\displaystyle |{\vec {x}}-{\vec {y}}|} è il modulo della distanza di un punto in {\displaystyle {\vec {x}}} dall'origine. È importante sottolineare la dipendenza temporale dal termine {\displaystyle |{\vec {x}}-{\vec {y}}|/c} che rappresenta un "ritardo" fra la generazione di un segnale e la sua ricezione nel punto {\displaystyle {\vec {x}}}. Attraverso considerazioni di tipo dimensionale, Lighthill dimostrò che la potenza acustica emessa da un getto libero in atmosfera, soggetto a un moto turbolento in regime subsonico, è proporzionale a:
{\displaystyle W_{a}\propto {\bar {\rho }}{\frac {U^{8}}{c^{5}}}{l^{2}}}
dove {\displaystyle U} è la velocità media lungo la sezione di uscita del getto ed {\displaystyle l} è una grandezza caratteristica del flusso, assunta pari al diametro dell'ugello {\displaystyle d} del getto. La validità di una tale relazione fu confermata sperimentalmente dallo stesso Lighthill, nonché da altri autori indipendentemente. L'energia meccanica del flusso è data dal prodotto dell'energia per unità di volume ({\displaystyle \propto {\bar {\rho }}U^{2}}) per la portata volumetrica transitante ({\displaystyle \propto Ul^{2}}). Dunque l'efficienza {\displaystyle \eta } della trasformazione di energia da energia meccanica a energia acustica è proporzionale a:
{\displaystyle \eta \propto {\frac {{\bar {\rho }}U^{8}c^{-5}l^{2}}{{\bar {\rho }}U^{3}l^{2}}}=\mathrm {Ma} ^{5}}
dove {\displaystyle \mathrm {Ma} =U/c} è il numero di Mach del getto, che è ipotizzato minore di 1. 

## Influenza di superfici solide

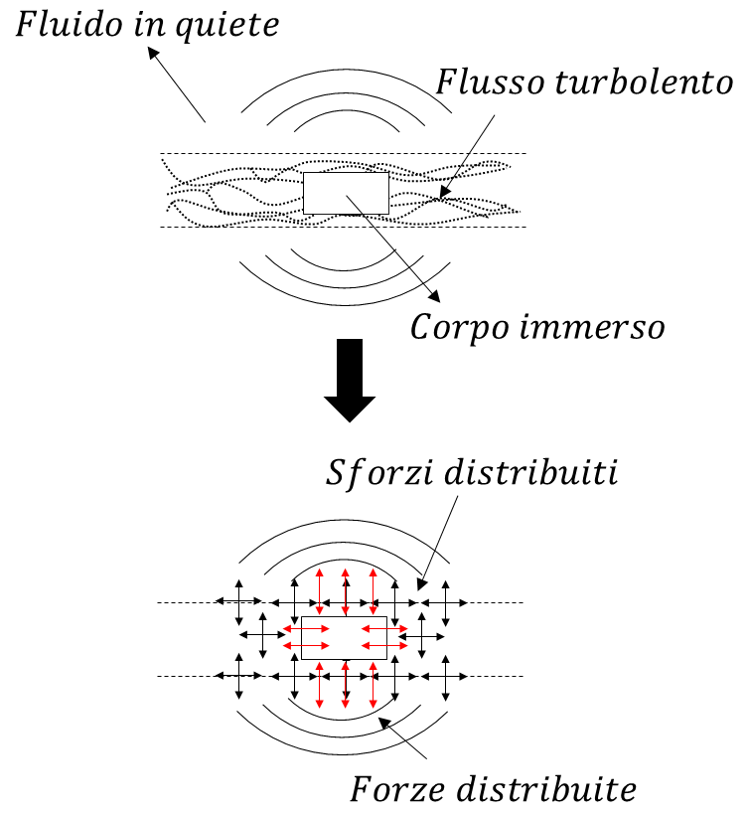
Schema dell'analogia di Curle per il rumore fluidodinamico in presenza di una superficie solida.

La presenza di una superficie solida, supposta in prima analisi come fissa, influenza la generazione di rumore di un flusso turbolento a causa della riflessione e della diffrazione delle onde acustiche sulle superfici della stessa. Inoltre, la sorgente quadripolare data dagli sforzi a livello dei volumetti infinitesimi dispersi nel getto non potrà più essere distribuita in tutta la regione sorgente come nel caso di getto libero, ma solo nella parte esterna alla superficie solida contenuta al suo interno. Tale superficie scambierà allora delle forze con il fluido circostante, il che equivale, in acustica, ad avere una sorgente di tipo dipolare. Curle affiancò alla soluzione trovata in termini di integrale esteso alla distribuzione volumetrica del tensore {\displaystyle T_{ij}} derivata da Lighthill un termine riguardante l'integrazione della distribuzione di forze scambiate con la superficie solida contenuta nella regione sorgente:
{\displaystyle p_{a}({\vec {x}},t)={\frac {\partial ^{2}}{\partial x_{i}\partial x_{j}}}\int _{V}{{\frac {T_{ij}{\Bigl (}{\vec {y}},t-{\frac {|{\vec {x}}-{\vec {y}}|}{c}}{\Bigr )}}{4\pi |{\vec {x}}-{\vec {y}}|}}d^{3}{\vec {y}}}-{\frac {\partial }{\partial x_{i}}}\int _{S}{{\frac {P_{i}{\Bigl (}{\vec {y}},t-{\frac {|{\vec {x}}-{\vec {y}}|}{c}}{\Bigr )}}{4\pi |{\vec {x}}-{\vec {y}}|}}d^{2}{\vec {y}}}}
dove {\displaystyle P_{i}} è indica la proiezione nella i-esima direzione della forza per unità di area che la superficie solida esercita sul fluido e l'integrale esteso alla superficie {\displaystyle S} rappresenta l'equivalenza di tale campo di forze con una distribuzione di sorgenti dipolari. Attraverso un'analisi dimensionale, Curle dimostrò inoltre che, nel caso in cui la sorgente possa essere considerata come compatta, ossia nel caso in cui una sua dimensione caratteristica {\displaystyle l} (ad esempio il diametro di un cilindro immerso in un flusso) sia molto inferiore alla lunghezza d'onda del segnale emesso, la potenza acustica generata dal flusso sia proporzionale a:
{\displaystyle W_{a}\propto {\bar {\rho }}{\frac {U^{6}}{c^{3}}}l^{2}}
il che porta a una efficienza della trasformazione di energia meccanica in energia acustica:
{\displaystyle \eta \propto \mathrm {Ma} ^{3}}
Essendo l'analisi di Curle limitata a flussi subsonici, si può notare come l'introduzione di una superficie fissa all'interno della regione sorgente abbia portato a una maggiore efficienza del processo di trasformazione di energia meccanica in energia acustica per mezzo della turbolenza.

## Influenza del confinamento

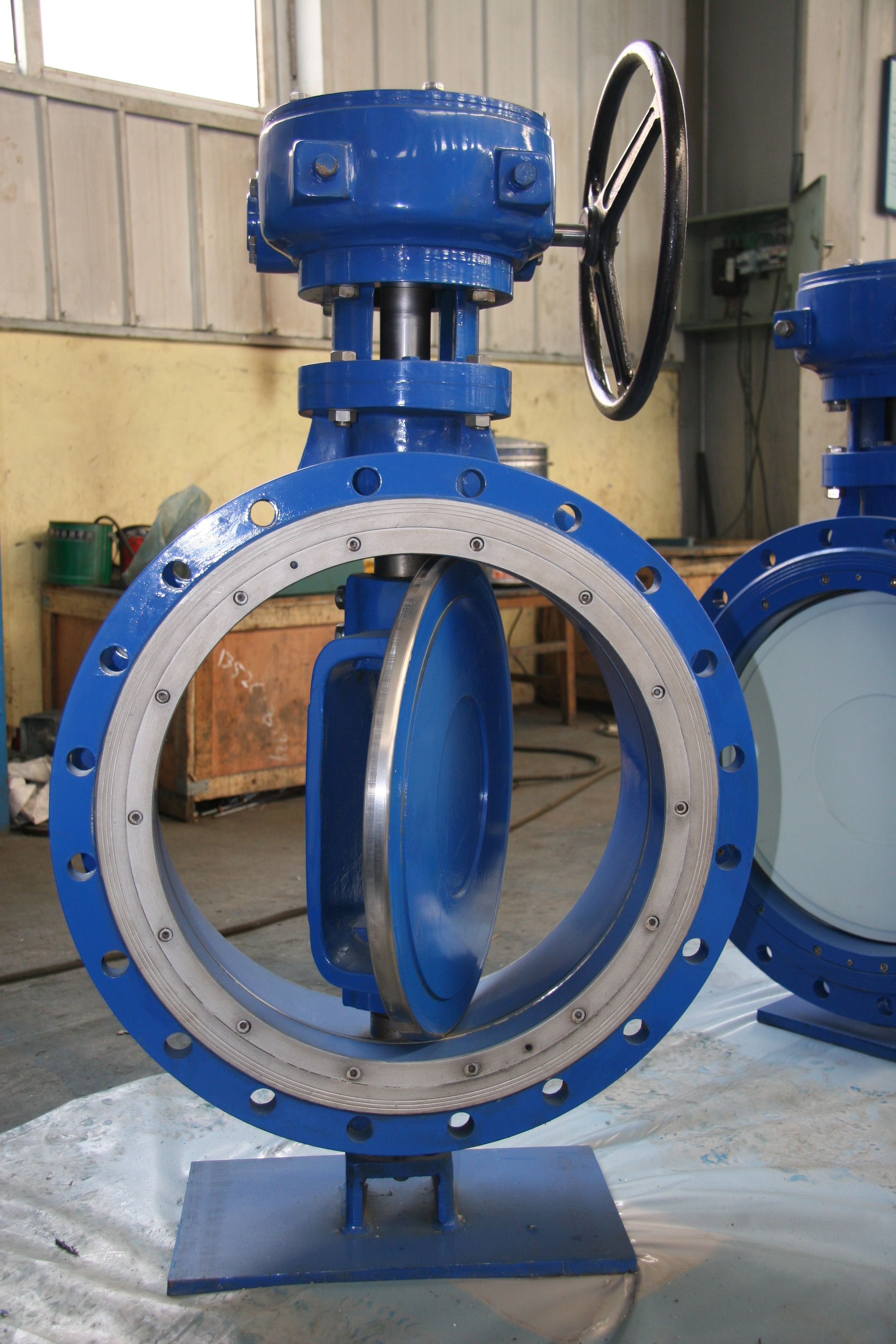
Esempio di valvola a farfalla per la regolazione del flusso in condotti.

Un getto confinato all'interno di un condotto, ad esempio nel caso di valvole di controllo all'interno di gasdotti, si comporta acusticamente in maniera molto diversa rispetto al caso di un getto libero. La presenza del condotto infatti implica la presenza di diversi modi di propagazione delle perturbazioni acustiche all'interno del condotto. Il contenuto in frequenza del rumore generato dal getto influenza le modalità di propagazione del segnale all'interno del condotto, che agisce come una sorta di filtro per determinate frequenze.
Ffowcs-Williams e Davies (1968) si concentrarono su un generico moto turbolento limitato a una regione all'interno di un condotto, per il resto interessato da un moto con velocità uniforme. Ipotizzando che la regione turbolenta potesse essere considerata come una distribuzione di sorgenti quadripolari secondo l'analogia di Lighthill, gli autori trovarono che per frequenze inferiori a quella di cut-off, corrispondente alla sotto la quale solo onde piane possono propagarsi, la turbolenza si comporta come una sorgente di tipo dipolare. Al contrario, per frequenze superiori a quella di cut-off, la sorgente turbolenta si comporta come una sorgente di tipo quadripolare, con una dipendenza dall'ottava potenza della velocità media del getto della potenza acustica emessa.
Nelson e Morfey (1981) considerarono invece il caso in cui il flusso turbolento all'interno di un condotto fosse causato da un ostacolo trasversale al flusso. Essi trovarono che per flussi in regime subsonico, il principale generatore di rumore non era la turbolenza di per sé quanto piuttosto la forza fluidodinamica fluttuante agente sull'ostacolo, dando così origine a una sorgente di tipo dipolare. Risolvendo il campo acustico dato da una distribuzione di dipoli puntuali, Nelson e Morfey derivarono una espressione per il calcolo della potenza acustica emessa dal flusso, che forniva una dipendenza dalla quarta potenza della velocità di passaggio media per frequenze inferiori a quella di cut-off ed una dipendenza dalla sesta potenza della velocità nel caso di frequenze superiori.